# Freudenspiegel des ewigen Lebens
Freudenspiegel des ewigen Lebens är en psalmbok publicerad 1599 av Philipp Nicolai.

## Bokens historia
Nicolai skrev flera andliga sångtexter och tonsatte några av dem under den stora pestepidemin i Unna i Tyskland 1597–1598. Han samlade dessa i en "Trostbuch" (tröstebok) med originalnamnet Frewden Spiegel deß ewigen Lebens (Det eviga livets glädjespegel) som publicerades 1599 i Frankfurt. Artikelns titel är boktiteln stavad på modern tyska. Han ville med dessa trösta de många olyckliga anhöriga till offren för pestepidemin genom att visa på det eviga livet som följer efter döden.
Ett par av psalmerna hör till de mest välkända och är aktuella än idag: Wachet auf ruft uns die Stimme till en melodi som populärt kallas Koralernas konung och Wie schön leuchtet der Morgenstern till en melodi som kallas Koralernas drottning. Dessa melodier har använts till många andra psalmtexter men även varierats och utgjort tema för ett stort antal instrumentalkompositioner av både kända och mindre kända kompositörer.
Koralernas drottning men inte koralernas konung användes redan i 1695 års psalmbok (1697 års koralbok).

### Koralernas konung
Nicolais originaltext är Wachet auf, ruft uns die Stimme, baserad på Matt 25:1–13, liknelsen om de tio jungfrurna. (10 jungfrur ska möta en brudgum, 5 tar med sig olja till lamporna, de andra fem gör det inte. Alla somnar i väntan. Vid midnatt kommer brudgummen och bara de med ljus i lamporna får delta i firandet. Sensmoral: Var vaken eftersom ingen vet när stunden kommer.)
Melodins tidigaste kända ursprung är komponerat av Hans Sachs , ledaren för Mästersångarna i Nürnberg. Philipp Nicolai gjorde en bearbetning av denna för sin utgåva. Den senare ofta använda bearbetningen och harmoniseringen är gjord av Johann Sebastian Bach.
Melodin användes i Svenska kyrkan första gången i 1819 års psalmbok till psalmerna nr 496 Vakna upp! en stämma bjuder (ej en översättning av originalet), och till två senare psalmtexter. I tillägget till 1819 års psalmbok, Nya psalmer 1921, används melodin även till nr 536 och 566.
Melodin används i svenska psalmböcker bland annat till:
- Väktarns rop i natten skallar, nr 632 i Den svenska psalmboken 1986, översättning av Nicolais originaltext Wachet auf,... till svenska av Britt G Hallqvist 1984.
- Vakna upp! en stämma bjuder, nr 496 i 1819 års psalmbok och som nr 317 i Den svenska psalmboken 1986. Finns på Wikisource.
- Höga majestät, nr 3 i 1819 års psalmbok med text av Samuel Hedborn och nr 329 i Den svenska psalmboken 1986 som variant. Finns på Wikisource.
- Förrän mänskostämmor hördes (1819 nr 34), originaltext av J.A. Cramer, bearbetning J.O. Wallin
- Herrens stad har fasta grunder (1921 nr 536)
- Herrens röst i Sion ljuder (1921 nr 566, 1937 nr 236) Finns på Wikisource.

Melodin har använts som tema till eller legat till grund för bland andra följande kompositioner:
- Johann Sebastian Bach: Använde både texten och melodin i många kompositioner, från enkla orgelvariationer till stora orkesterverk, till exempel:
  - Orgelharmonisering av melodin
  - Koral BWV 140.4 (här i pianoarrangemang, notera psalmmelodin i basstämman). Koralen är avsedd för 27:e söndagen efter Trefaldighet.
  - Koral BWV 645 (mp3-fil) (Koralen BWV 140.4 i orgelarrangemang, notera psalmmelodin i en understämma) Arrangemanget ingår som nr 1 i samlingen Schübler Koralen.
- Max Reger: Fantasi över koralen "Wachet auf, ruft uns die Stimme", op.52:2

### Koralernas drottning
Originaltexten av Nicolai är Wie schön leuchtet der Morgenstern. Melodin användes i Sverige redan på 1600-talet (1695 års psalmbok/1697 års koralbok nr 131 "Så skön lyser den morgonstjärn´") och i 1819 års psalmbok till flera texter, nr 55, 69, 412, 430 och 484. I 1921 års koralbok med 1819 års psalmer används Nicolais text för första gången i Johan Ludvig Runebergs version med titelraden Hell, morgonstjärna, mild och ren. Melodin används där även till andra texter som nr 69, 412, 430 och 484.
Melodin används i svenska psalmböcker bland annat till:
- Du morgonstjärna mild och ren (1695 nr 131, 1921 nr 509, 1986 nr 478), nära översättning av Nicolais original. År 1986 med "melodivariant". Finns på Wikisource.
- Var hälsad, sköna morgonstund, nr 55 i 1819 års psalmbok med text av J.O. Wallin i Haeffners arrangemang och nr 119 i Den svenska psalmboken 1986.
- Ett, Jesus, än påminner jag (1986 nr 498)
- Hur snabbt, o Gud, vår tid förgår (1695 nr 137, 1986 nr 515) variant
- Nu segrar alla trognas hopp (1819 nr 69, 1986 nr 132), text av Samuel Hedborn, bearbetad av Wallin. Finns på Wikisource.
- Så skön går morgonstjärnan fram (1819 nr 484, 1986 nr 319), text av Wallin Finns på Wikisource.
- Vak upp, min själ, och var ej sen (1695 nr 360, 1819 nr 430), text av Haqvin Spegel, bearbetad av Wallin.
- Vår tid är ganska flyktig här (1819 nr 412), text av okänd, översättning av Jesper Svedberg.